# Tribseer Damm 77/77 a (Stralsund)
Das Haus mit der postalischen Adresse Tribseer Damm 77/77 a ist ein unter Denkmalschutz stehendes Gebäude in der Straße Tribseer Damm im Stadtgebiet Tribseer in Stralsund.
Der zweigeschossige Bau wurde im Jahr 1893 errichtet, das Königliche Eisenbahn-Betriebsamt unterhielt hier Dienstwohnungen. Das Gebäude ist als Ziegelbau ausgeführt. Die Hauptfassade prägt ein zweiachsiger Mittelrisalit mit einem hohen Giebel. An der Ostseite des Gebäudes befindet sich ein Portalrisalit.
Das Gebäude ist in die Liste der Baudenkmale in Stralsund eingetragen.